# جان لينوار
جان لينوار (بالفرنسية: Jean Lenoir)‏ هو ملحن فرنسي، ولد في 1891 في الدائرة التاسعة في باريس في فرنسا، وتوفي في 19 يناير 1976 في سوريسن في فرنسا.

## وصلات خارجية
- جان لينوار على موقع IMDb (الإنجليزية)
- جان لينوار على موقع ألو سيني (الفرنسية)
- جان لينوار على موقع ميوزك برينز (الإنجليزية)
- جان لينوار على موقع أول موفي (الإنجليزية)
- جان لينوار على موقع قاعدة بيانات برودواي على الإنترنت (الإنجليزية)
- جان لينوار على موقع قاعدة بيانات الأفلام السويدية (السويدية)
- جان لينوار على موقع ديسكوغز (الإنجليزية)
- جان لينوار على موقع قاعدة بيانات الفيلم (الإنجليزية)
- جان لينوار على موقع كينوبويسك (الروسية)